# Vienna Art Week
Die Vienna Art Week (in Eigenschreibweise :VIENNA ART WEEK) ist ein Kunstfestival, das seit 2005 jährlich in Wien stattfindet. Jeden November wird im Rahmen des Festivals mit rund 100 Veranstaltungen die Bedeutung, Vielfalt und inhaltliche Tiefe der in Wien beheimateten Kunstinstitutionen, Akademien, Galerien, Kunsträume und Kunstschaffenden gezeigt.
Das Festivalprogramm besteht aus Ausstellungseröffnungen, Atelierführungen, Vorträgen und Interventionen im öffentlichen Raum zu einem jährlich wechselnden Thema und zählt rund 35.000 Besucher pro Jahr.
Die Vienna Art Week ist eine unabhängige Plattform und Non-Profit-Organisation, die sich über den Art Cluster Vienna Verein – einen Zusammenschluss der wichtigsten Kunstinstitutionen der Stadt –, Sponsoring und die öffentliche Hand finanziert.

## Geschichte
Die Vienna Art Week wurde 2004 im Rahmen des Vereins Art Cluster Vienna gegründet. Der Art Cluster Vienna ist ein Zusammenschluss der wichtigsten Kunstinstitutionen Wiens und verfolgt das Ziel, Wien als Kunststadt in den Fokus der nationalen und internationalen Öffentlichkeit zu rücken. Die Ausstellungshäuser, Kunsträume, Ausbildungsinstitutionen und Galerien tragen mit ihren qualitativ hochwertigen Programmen und Ideen seit Beginn wesentlich zum Erfolg der Kunstwoche bei.

### Art Cluster Vienna
Museumsleitung: Präsident: Martin Böhm, Künstlerischer Leiter: Robert Punkenhofer
Art-Cluster-Vienna-Mitglieder:
- Akademie der bildenden Künste Wien
- Albertina und Albertina modern
- Architekturzentrum Wien
- Belvedere, Belvedere 21
- Dom Museum Wien
- Dorotheum
- KÖR Kunst im öffentlichen Raum Wien[6]
- Kunsthalle Wien Museumsquartier und Kunsthalle Wien Karlsplatz
- KUNST HAUS WIEN
- Kunsthistorisches Museum Wien und Weltmuseum Wien
- Künstlerhaus
- Leopold Museum
- MAK – Museum für angewandte Kunst
- mumok Museum Moderner Kunst Stiftung Ludwig Wien
- Nitsch Foundation
- Österreichische Friedrich und Lillian Kiesler Privatstiftung[7]
- MuseumsQuartier Wien
- Secession
- Sigmund Freud Museum
- Universität für angewandte Kunst Wien
- Wirtschaftsagentur Wien Creativity und Business

## Formate
Jährlich im November finden im Rahmen der Vienna Art Week rund 100 Veranstaltungen, ausgerichtet von 70 Programmpartnern statt. Neben den Veranstaltungen der Partner setzt die Vienna Art Week auch jährlich eine Reihe an eigenen Formaten um.

### Open Studio Days
Jährlich bildet das Format Open Studio Days den Auftakt der Wiener Kunstwoche. Dazu lädt die Vienna Art Week in Wien arbeitende Kunstschaffende ein, ihre Ateliers an zwei Nachmittagen für die Öffentlichkeit zu öffnen und Besuchern in ihren sonst privaten Räumlichkeiten willkommen zu heißen. Die Künstler werden von einer Fachjury für die Teilnahme ausgewählt.

### Gallery Tours in Partnergalerien
Ausgewählte Guides führen Besucher am ersten Wochenende der Kunstwoche in den sogenannten Gallery Tours durch eine Auswahl an Partnergalerien, um in einem Spaziergang deren aktuelle Ausstellungen zu besuchen.

### Partner-Events
Jährlich finden im Rahmen der Vienna Art Week neben eigenen Events über 200 Partner-Events statt, die sowohl Ausstellungen und Eröffnungen, als auch kuratorische Führungen, Performances und Vorträge beinhalten.

### Kuratorische Talks
In den Ausstellungen, sowie in ausgewählten Ateliers von Kunstschaffenden finden im Rahmen der Vienna Art Week auch Gespräche statt, die Einblicke in deren Arbeits- und Denkprozesse geben.

### Vorträge & Diskussionen zu aktuellen Themen der Kunstwelt
In Panel Diskussionen und einem Line-up an Talks von eingeladenen nationalen und internationalen Gästen, werden aktuelle relevante Themen der Kunstwelt von Experten diskutiert und laden zu einer tieferen, inhaltlichen Auseinandersetzung mit dem Motto ein.

### Ausstellungen
In einigen Jahren wurde neben dem breiten Programm der Vienna Art Week zusätzlich eine eigene Ausstellung kuratiert. Oft in leerstehenden Gebäuden stattfindend, wurden verlassene Orte künstlerisch wiederbelebt und gemeinsam mit Grätzelinitiativen, Kunstschaffenden und Performern in eine kuratierte, einzigartige, kreative Experimentierfläche verwandelt. Die Vienna Art Week wurde zur lebendigen Bühne für eine offene und international vernetzte Kunstszene mit Fokus auf junge bildende Kunst, aber auch Performance und Musik.

## Festivals
| Jahr   | Motto                   | Quelle |
| 2004   |                         |        |
|        |                         |        |
| 2005   |                         |        |
| [ 16 ] |                         |        |
| 2006   |                         |        |
| [ 17 ] |                         |        |
| 2007   |                         |        |
| [ 18 ] |                         |        |
| 2008   | BIG TIME                | [ 19 ] |
| 2009   | -                       | [ 20 ] |
| 2010   | CROSSING LIMITS         | [ 21 ] |
| 2011   | REFLECTING REALITY      | [ 22 ] |
| 2012   | PREDICTING MEMORIES     | [ 23 ] |
| 2013   | PROJECTING WORLDS       | [ 24 ] |
| 2014   | RUNNING MINDS           | [ 25 ] |
| 2015   | CREATING COMMON GOOD    | [ 26 ] |
| 2016   | SEEKING BEAUTY          | [ 27 ] |
| 2017   | TRANSFORMING TECHNOLOGY |        |
| 2018   | PROMISING PARADISE      | [ 28 ] |
| 2019   | MAKING TRUTH            | [ 29 ] |
| 2020   | LIVING RITUALS          | [ 30 ] |
| 2021   | LOSING CONTROL          | [ 31 ] |
| 2022   | CHALLENGING ORDERS      | [ 32 ] |
| 2023   | INCITING PASSION        | [ 33 ] |